# 名古屋高速16号一宮線
名古屋高速16号一宮線（なごやこうそく16ごういちのみやせん）は、愛知県清須市の清洲ジャンクション(JCT)から名神高速道路 一宮ICを経て愛知県一宮市緑へ至る名古屋高速道路の路線である。全線が国道22号名岐バイパス上の高架構造である。
道路法上は愛知県道449号高速清須一宮線となっている。

## 概要
名古屋高速道路の内、国道22号一宮方面と清須市を連絡する南北方向の路線が16号一宮線である。
当該路線の構想の経緯は11号小牧線と同様で、建設省（現・国土交通省）が1987年（昭和62年）に策定した第10次道路整備5か年計画において、名古屋高速3号と岐阜を結ぶ高速道路「名岐道路」として計画され、のちに名古屋高速道路公社が運営主体に確定のうえ16号一宮線となった。よって、公社発足当初は建設が予定されていなかった路線である。当面の運営区間は清洲JCT - 一宮中入口間である。
路線はほぼ直線で、最高速度は80 km/hとなっている。全線が国道22号上に並行する2階建方式で計画され、一宮ICなど一部区域を除いて用地買収を皆無とした。2階建方式ゆえ一宮線は高架式の自動車専用道路となっている。基本的に長距離を走る通過交通は名岐道路に誘導し、それ以外の交通は国道22号に誘導することとされ、それぞれの交通量の配分から、高速道路は往復4車線、国道22号は往復6車線とした。
起点は清洲JCTで、6号清須線と直線状で結ばれ、名二環とはランプウェイで接続する。北行き本線上には集約料金所がないことから、北行きの全ての出口で尾北線の通行料金を徴収する。なお、南行き（都心環状線方面）は入口徴収で出口はフリーとなっている。終点は北行きが一宮東出口、南行きは一宮中入口で、いずれも国道155号に間接接続できる構造となっている。また、全出入口が国道22号と直接接続する。途中の一宮ICでは名神高速道路と直接接続している。なお、一宮中入口と一宮東入口から名神高速に乗り入れることは出来ないため、該当する車は直接一宮ICに向かう必要がある。

### 路線データ
- 起点 : 愛知県清須市朝日[12]
- 終点 : 愛知県一宮市緑四丁目[12]
- 距離 : 8.9 km[6]
- 出入口 : 10箇所[6]（入口:5箇所・出口:5箇所）
- 分岐 : 2箇所
- 車線 : 往復4車線[6]

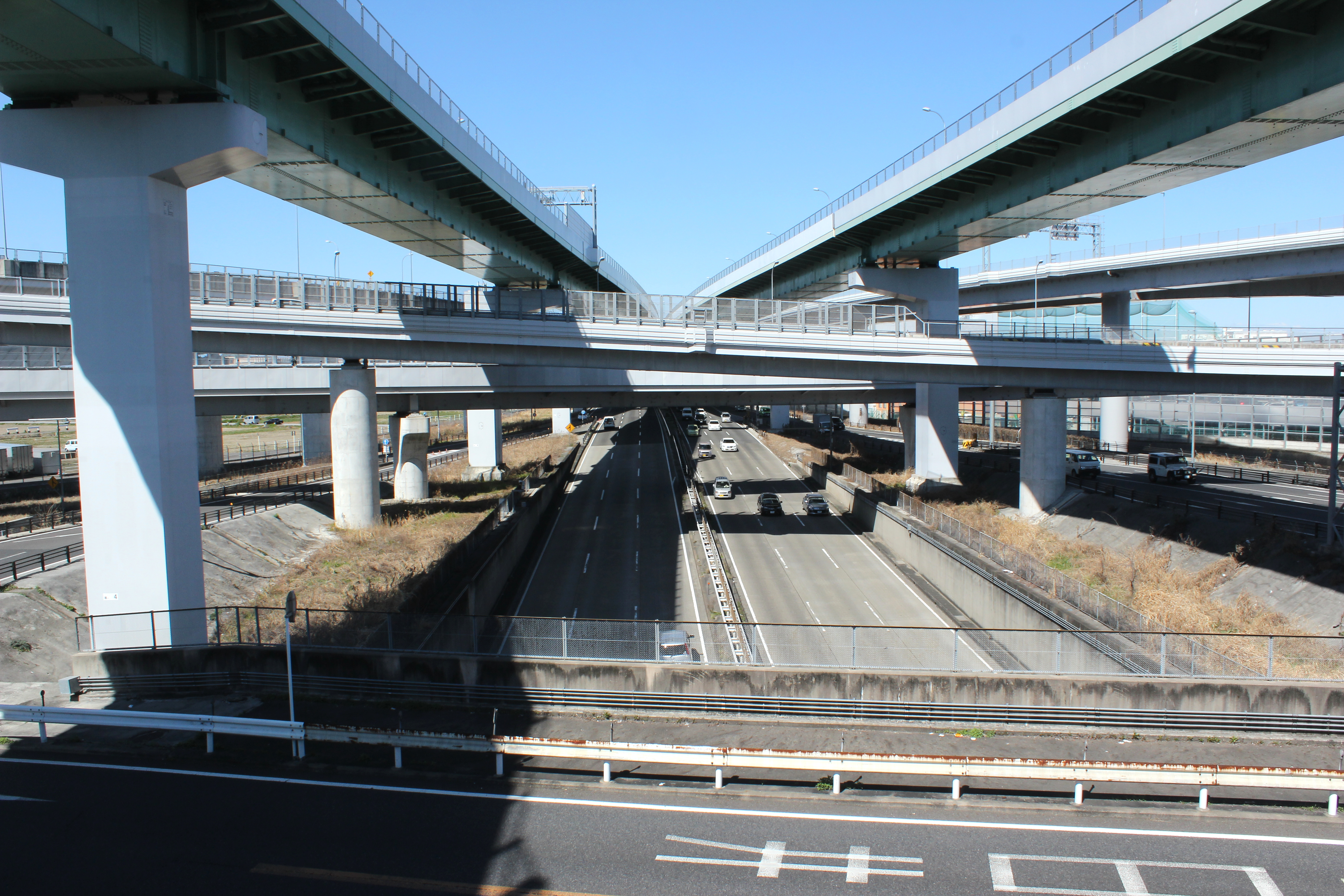
起点の清洲JCT。画像下の平面街路は国道22号。
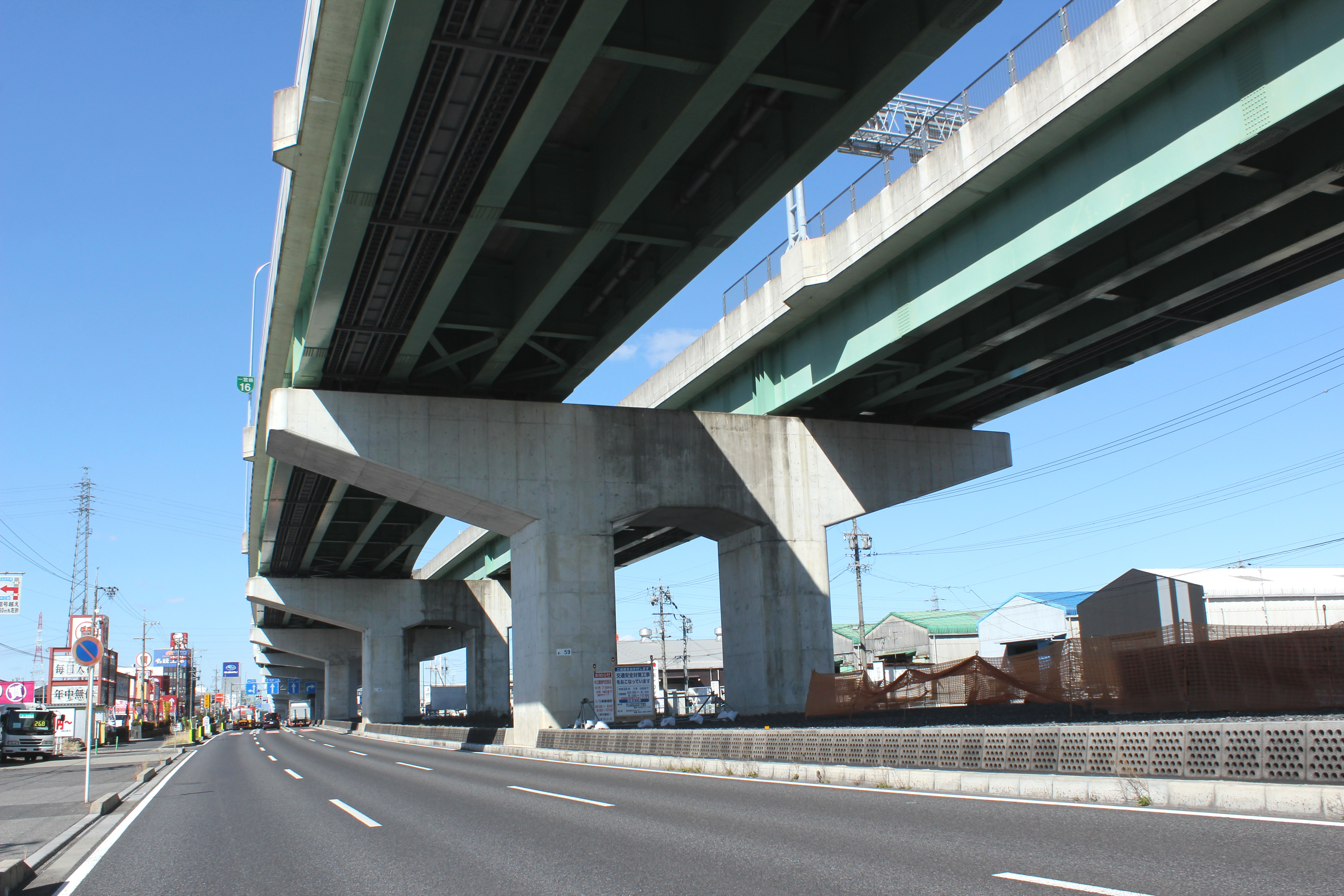
2階建て方式として設計されたことで全線が国道22号上に並行する。
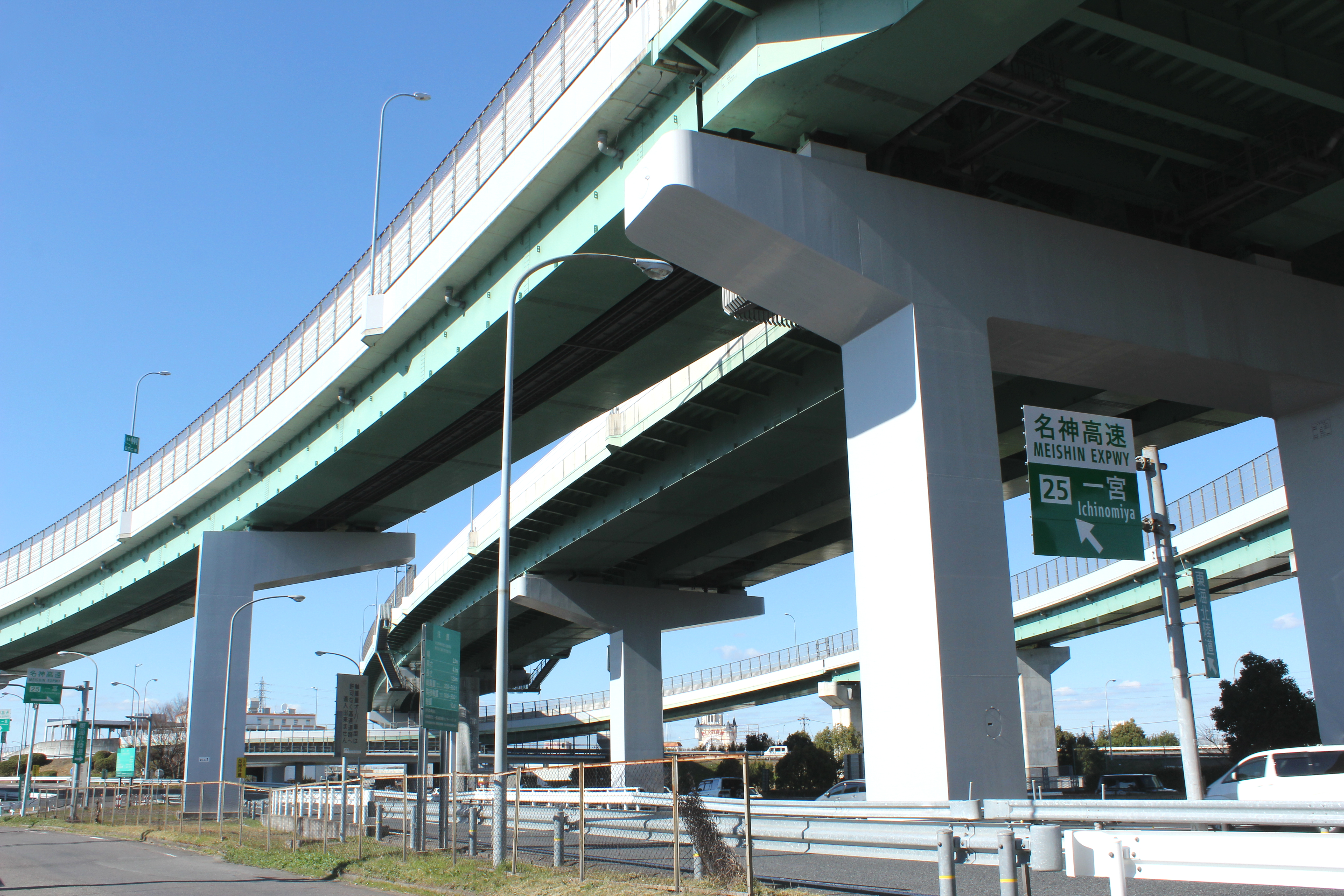
一宮ICで名神高速と接続。16号一宮線は名神を跨いでさらに北側に延びる。
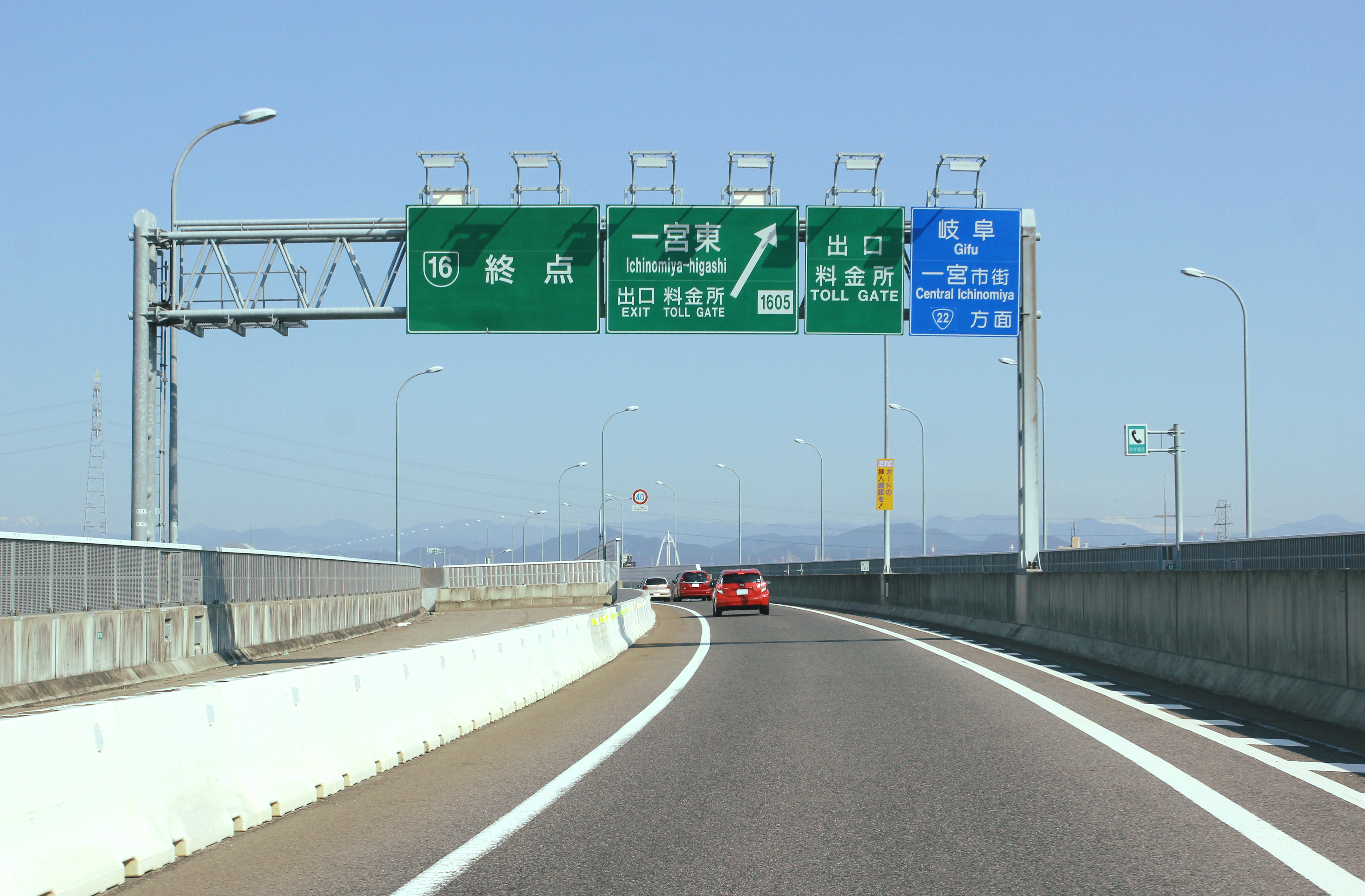
北行き終点付近。
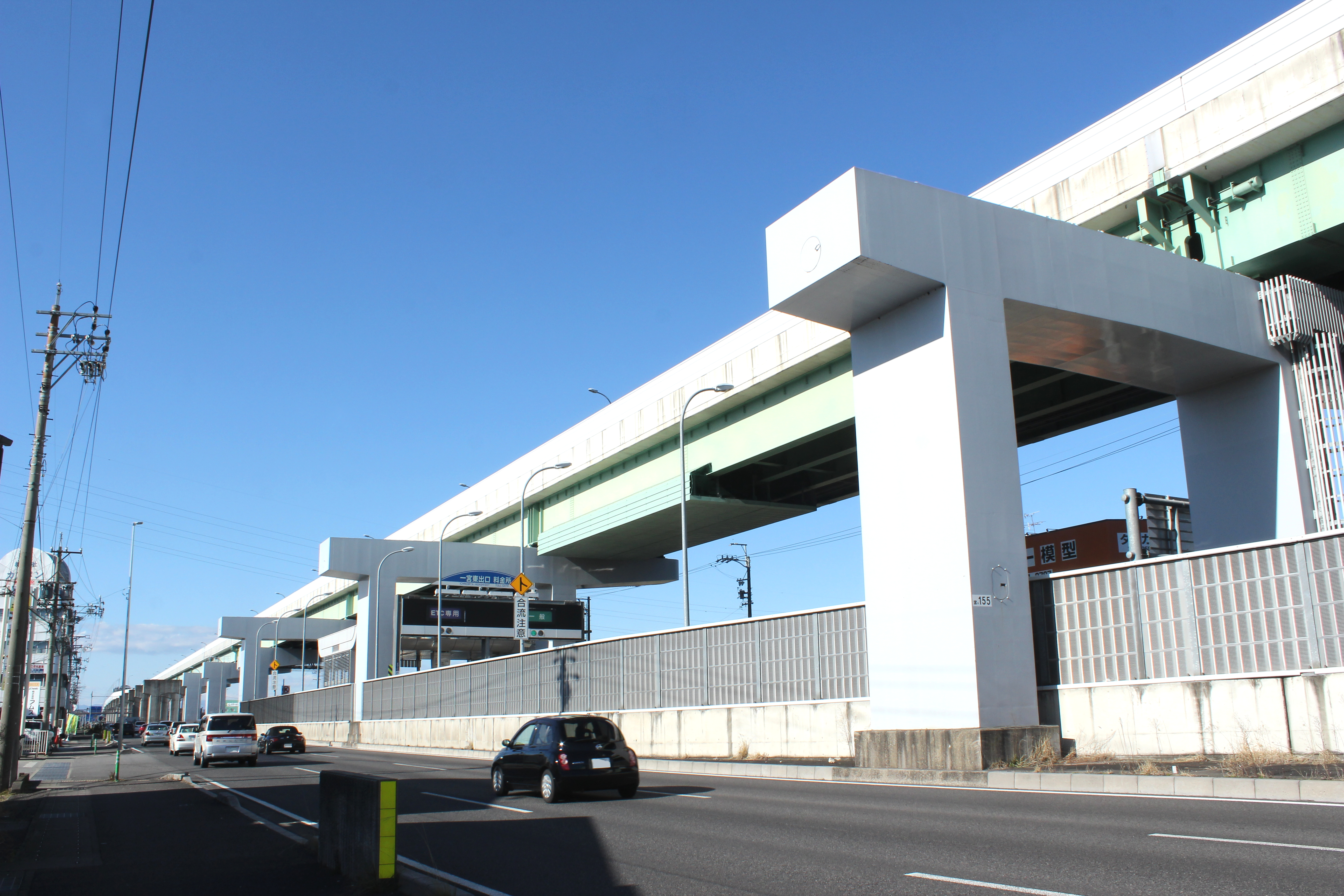
一宮東出口付近。半分未供用の橋脚が立ち並ぶ。
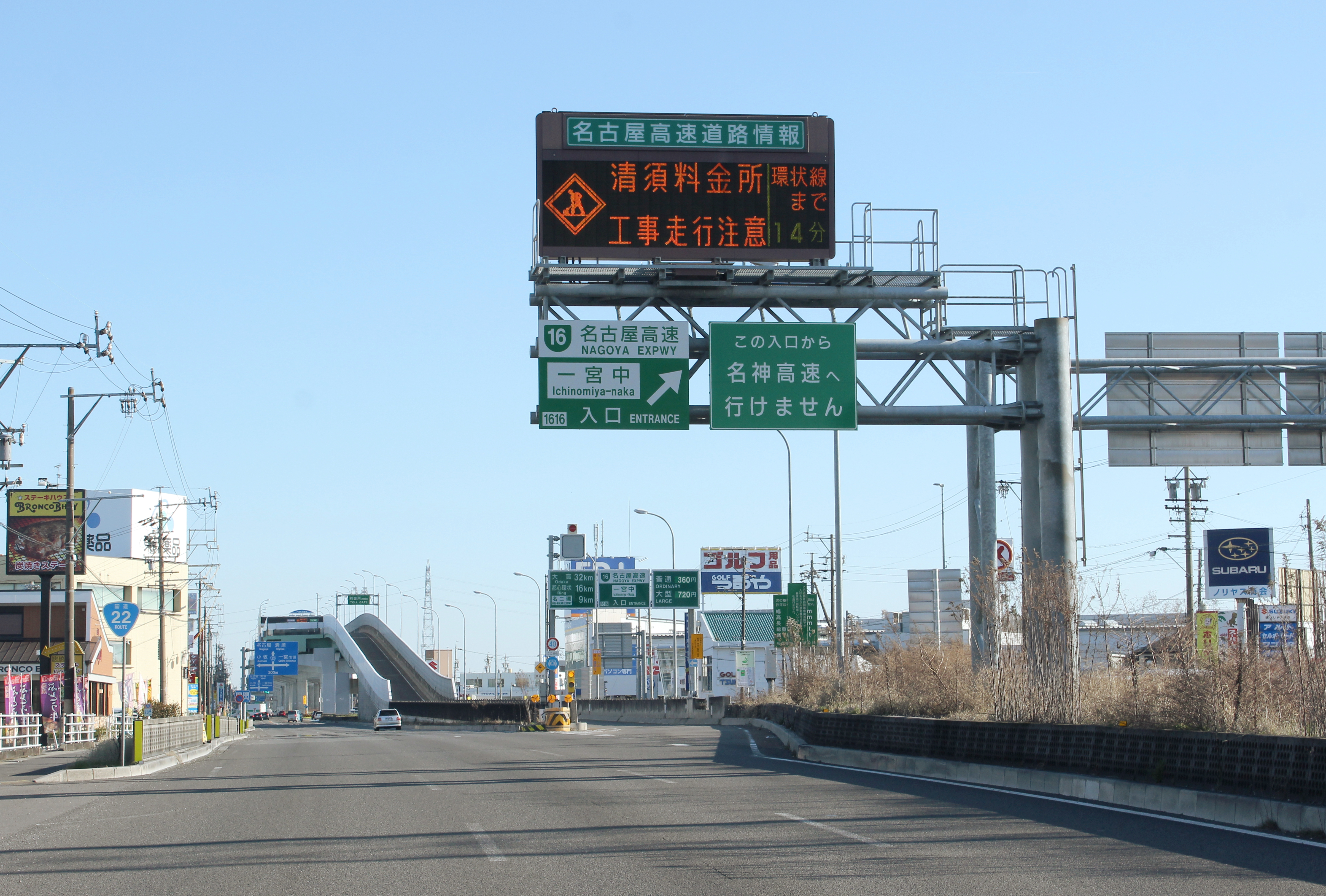
国道155号と接続する一宮中入口。16号一宮線の最北端。

## 出入口など
- 上り線（6号清須線・名二環方面）は入口収受、下り線（名神・一宮中方面）は出口収受[13]。一宮料金所は名神高速道路の料金との合併収受方式[13]。
- （間）は他の道路を介して接続している間接接続。
- 英略字は以下の項目を示す。
IC：インターチェンジ、JCT：ジャンクション

| 出入口番号              | 施設名         | 接続路線名                                   | 起点から （km） | 備考                        | 所在地     |
| ----------------------- | -------------- | -------------------------------------------- | --------------- | --------------------------- | ---------- |
| 清須線・ 都心環状線方面 |                |                                              |                 |                             |            |
| 17₋1                    | 清洲JCT        | C2 名古屋第二環状自動車道                    | 0.0             |                             | 清須市     |
| 1611/1601               | 春日出入口     | 国道22号 （間）愛知県道163号一場中小田井線   |                 | 名神・一宮中方面出入口      | 清須市     |
| 1612/1602               | 西春出入口     | 国道22号 （間）愛知県道161号名古屋豊山稲沢線 |                 | 6号清須線・名二環方面出入口 | 北名古屋市 |
| 1613/1603               | 一宮西春出入口 | 国道22号 （間）愛知県道161号名古屋豊山稲沢線 |                 | 名神・一宮中方面出入口      | 一宮市     |
| 1604                    | 一宮南出口     | 国道22号 （間）愛知県道155号井之口江南線     |                 | 6号清須線・名二環方面出口   | 一宮市     |
| 25                      | 一宮IC         | E1 名神高速道路                              |                 | 6号清須線・名二環方面接続   | 一宮市     |
| 1615/1605               | 一宮東出入口   | 国道22号 （間） 国道155号                    |                 | 6号清須線・名二環方面出入口 | 一宮市     |
| 1616                    | 一宮中入口     | 国道22号 （間） 国道155号                    | 8.9             |                             | 一宮市     |
| 名岐道路（計画路線）    |                |                                              |                 |                             |            |

- 1601 - 1605 北行、1611 - 1616 南行

## 歴史

### 開通まで
名古屋市と岐阜方面を連絡する国道22号は1日約10万台の交通が往来することで、全国的に見てもトップクラスの混雑路線である。そのため、都心と清洲JCT（当時の西春日井郡新川町）を都市高速で結び、国道22号の交通混雑を和らげることが計画された。これは1960年代には構想され、1970年（昭和45年）の名古屋高速道路公社発足と機を一にして高速3号として計画に組み込まれた。これがのちの6号清須線である。しかし、国道22号の混雑は新川町以北でも慢性的で飽和状態にあった。中でも清洲町と一宮市浅野間の混雑が激しいことから、その打開策として建設省は1987年（昭和62年）に策定した第10次道路整備5ヵ年計画に新川町と岐阜市を結ぶ2階建て方式の自動車専用道路「名岐道路」の構想を盛り込んだ。次の第11次道路整備5か年計画（1993年度 - 1997年度）では早急に整備すべき路線として位置付けられ、全体構想の内の清洲JCT - 一宮市内について優先的に事業化されることになった。併せて高速3号（6号清須線）と直通することで一体の機能を果たすことが期され、両路線は同時供用が目論まれた。1996年（平成8年）に都市計画決定され、事業主体も名古屋高速道路公社に決定した。

### 開通後
6号清須線との同時供用を目指して計画推進されたものの清須線の工事の遅れから16号一宮線が2005年（平成17年）に先行開業し、都心部よりも郊外路線が2年早い供用となった。折しも中部国際空港開港と同時期であり、岐阜方面から新空港へのアクセス道路としても期待された。2007年（平成19年）に6号清須線が開通し、一宮市中心部と名古屋市中心部が高速道路で直結されたことで、一宮および岐阜、名神高速と都心のアクセスが向上した。

### 年表
- 1987年（昭和62年）10月30日 : 建設省（現・国土交通省）は1988年度から開始する第10次道路整備5ヵ年計画の整備目標を公表した。このリストの中に西春日井郡新川町と岐阜市を結ぶ名岐道路の調査を実施する旨が盛り込まれた[19][24]。
- 1994年（平成6年）12月16日 : 名岐道路が建設省の指定する地域高規格道路の候補路線に指定される[25]。
- 1995年（平成7年）12月22日 : 1996年度政府予算大蔵原案の復活折衝で名岐道路の西春日井郡新川町 - 一宮市間9.3kmが新規採択事業となり着工が認められた[21]。
- 1996年（平成8年）
  - 11月6日 : 名岐道路の清洲JCT - 一宮間の都市計画決定[8][26]。
  - 11月19日 : 名岐道路の清洲JCT - 一宮間を基本計画（第4回）に組入れ、当該区間が名古屋高速道路公社が整備することが正式決定[4][27]。路線名を高速清洲一宮線とした[27]。
- 1997年（平成9年）12月11日 : 新川町（清洲JCT) - 一宮市間の事業認可[28]。
- 1998年（平成10年）
  - 2月 : 建設着手[29]。
  - 6月16日 : 建設省は名岐道路の一宮市 - 岐阜市の区間を地域高規格道路の計画路線に指定[14]。
- 2005年（平成17年）2月11日 : 清洲JCT - 一宮中入口間開通により全線開通[23]。
- 2007年（平成19年）
  - 8月20日 : 2005年の市町村合併（新川町、西枇杷町、清洲町→清須市）を受けて路線名を高速清須一宮線に変更[27]。
  - 12月9日 : 清洲JCTで6号清須線に接続[30]。

## 路線状況

### 交通量
24時間交通量（台）　道路交通センサス
| 区間                        | 平成17（2005）年度 | 平成22（2010）年度 | 平成27（2015）年度 |
| --------------------------- | ------------------ | ------------------ | ------------------ |
| 清洲JCT - 春日出入口        | 17,982             | 48,440             | 57,292             |
| 春日出入口 - 西春出入口     | 17,982             | 48,440             | 57,292             |
| 西春出入口 - 一宮西春出入口 | 17,982             | 48,440             | 57,292             |
| 一宮西春出入口 - 一宮南出口 | 17,982             | 48,440             | 57,292             |
| 一宮南出口 - 名神・一宮IC   | 17,982             | 48,440             | 57,292             |
| 名神・一宮IC - 一宮東出入口 | 17,982             | 48,440             | 57,292             |
| 一宮東出入口 - 一宮中入口   | 17,982             | 48,440             | 57,292             |

（出典：「平成22年度道路交通センサス」・「平成27年度全国道路・街路交通情勢調査」（国土交通省ホームページ）より一部データを抜粋して作成）
- 令和2年度に実施予定だった交通量調査は、新型コロナウイルスの影響で延期された[31]。

## 地理

### 通過する自治体
- 清須市 -  北名古屋市 - 一宮市

### 接続する高速道路
- 名古屋高速6号清須線（清洲JCTで直結）
- C2 名古屋第二環状自動車道（清洲JCTで接続）
- E1 名神高速道路（一宮ICで接続）